# Cancello (Serrastretta)
Cancello (Cancìallu o Cancellu in calabrese) è una frazione italiana del comune di Serrastretta, in provincia di Catanzaro, con una popolazione di 809 ab. (secondo i dati Istat 2011).

## Geografia fisica
Centro collinare, domina la valle del fiume Cancello affluente del Fiume Amato. Territorio ricco di colture orticole, uliveti e boschi con castagni, querce e sugheri on sottobosco di erica, ginestra e altri arbusti. Posto a circa 253 m di altitudine s.l.m. conserva la caratteristica di paese collinare calabrese con un'unica via principale lungo la quale si espande l'edificato, che è demarcato dai vicini declivi naturali della collina.
Il paese è posto una collina pianeggiante. La vegetazione attorno è molto variegata e florida, infatti i boschi attorno al paese sono ricchi di sugheri e arbusti vari tra cui nella parte più settentrionale troviamo anche la presenza di boschi di castagno querce adornati dalla presenza predominante della ginestra e dell'erica.
Il suo paesaggio è davvero suggestivo ed è circondato a nord ed a sud dai monti delle Serre e della Contessa, mentre a est ed a ovest troviamo il mar Ionio ed il mar Tirreno, conseguentemente il clima è mite d'inverno e fresco d'estate, perché favorito dalla ventilazione naturale marina e montana.
Ma il vero colpo d'occhio è il magnifico scorcio panoramico sui due mari, visibile sulle zone collinari poste a nord del paese ed in particolare sul Golfo di Sant'Eufemia fino a spaziare sulle isole Eolie, in cui nelle giornate chiare e fredde dell'inverno si può notare anche la cima dell'Etna.
La sua collocazione nella parte più stretta della Calabria (solo una quarantina di km dividono il Mar Ionio dal mar Tirreno) lo favorisce per la raggiungibilità, visto che ha ad appena 20 km percorribili in circa 20 minuti lo svincolo autostradale dell'A3 (uscita Lamezia Terme), la stazione ferroviaria di Lamezia Terme Centrale e l'Aeroporto Internazionale di Lamezia Terme ed il capoluogo di Provincia e di Regione, Catanzaro, dista solo 40 km percorribili in circa 40 minuti.

## Storia
Il borgo ha la storia vissuta dal suo capoluogo di comune che è   Serrastretta che è stato fondato attorno al XIII secolo da 5 famiglie di Scigliano (Fazio, Mancuso, Talarico, Bruni e Scalise). Il nome "Serrastretta" sembra sia stato attribuito dagli abitanti di Taverna, il significato è dato dal fatto che il capoluogo è stretto da due montagne dette "Serre". Fu feudo della famiglia Caracciolo. Nel 1609 fu acquistata dai d'Aquino.

## Architetture religiose
- Chiesa di San Giorgio Martire: la chiesa fu costruita verso il 1930 ed era molto più piccola dell'attuale. In seguito vennero poi costruiti il porticato e il campanile, di cui la chiesa ne era sprovvista. Attualmente la chiesa è ad una navata con dei tondi a mosaico raffiguranti i volti di San Giorgio e della Madonna sull'altare maggiore. La chiesa è arricchita da vetrate e custodisce la grande statua di San Giorgio Martire, il patrono del paese, festeggiato la prima domenica dopo il 23 aprile, con la processione per le vie di Cancello, la fiera, le sagre culinarie e lo spettacolo pirotecnico. La chiesa fa parte della parrocchia di San Giuseppe di Angoli, che comprende questa Chiesa e quella di Migliuso (Chiesa dell'Immacolata).

## Economia
Da tanti anni Cancello è un centro importante per il commercio e la produzione di prodotti agricoli di ottima qualità come patate e pomodori. La raccolta delle olive è diffusa e praticata in tutto il territorio in quanto gli uliveti ricoprono buona parte del territorio e producendo olio di ottima qualità ( Lametia DOP). importante la produzione di ottimi formaggi e salumi che non vengono prodotti industrialmente ma di casa in casa rispettando le antiche regole tramandate.
Molto importante per il paese è il mercato creato dalle aziende edili che occupano buona parte della forza lavoro maschile (settore attualmente colpito dalla crisi).
Altri motori per l'economia sono rappresentati dalle imprese ristorative presenti nel paese.

## Cultura
Le attività culturali vengono promosse dalle associazioni presenti sul territorio, l'Associazione Culturale Primavera e l'associazione NICE aps, che operano da anni e hanno l'obiettivo di arricchire il paese in fatto di cultura e organizzare manifestazioni che animano l'ambiente e la popolazione.
Ha luogo annualmente, sotto l’organizzazione dell’associazione culturale NICE aps il torneo di calcetto FLAG SUMMER CUP, un torneo molto seguito non solo dagli abitanti del luogo ma anche dai paesi limitrofi e del lametino.
Un torneo in stile “Mondiali” con tanto di divise delle varie nazionali e coppa del mondo.

### Gastronomia
I piatti Tipici sono:
"Pasta china"/“Timpanu” (Pasta ripiena) con uova, polpette di carne, formaggio pecorino e sugo di pomodoro, il tutto cotto al forno (piatto tipico della festa patronale);
"Milingiane chine" (polpette di melanzane)  in una "conchiglia" fatta dalla buccia della melanzana fritte,
"Iuri e cucuzza mbainati" pastellati di fiori di zucca,
"Grispelle 'mbiantu"  ciambelle fritte fatte di pasta di patate,
"Cappellazzi" una sorta di piadina fatta di sola farina e patate, dopodiché fritta ( da accompagnare con miele o formaggi)
Tra i salumi spiccano la soppressata, le salsicce, il capicollo, il guanciale affumicato ("vuffhiularu").

## Infrastrutture e trasporti
Cancello è servita con autobus giornalieri da e per Lamezia Terme la quale è sede di un importante aeroporto internazionale situato nel quartiere di Sant'Eufemia Lamezia insieme alla stazione ferroviaria Stazione di Lamezia Terme Centrale ed allo svincolo dell'Autostrada A3 (Italia) a 20 km da Cancello.
Inoltre  dista 15 km dal Centro commerciale Due Mari situato nel comune di Maida. 
Cancello è dotato delle scuole elementari con un campetto sportivo adiacente, dove annualmente si svolge il torneo di calcetto a 5 “FLAG SUMMER CUP (organizzato da NICE aps), un parco giochi, una pizzeria, un pub/paninoteca, una farmacia, due negozi alimentari/fruttivendolo, una ferramenta, un negozio di elettrodomestici, due Bar.